# St. Agnes (Köln)

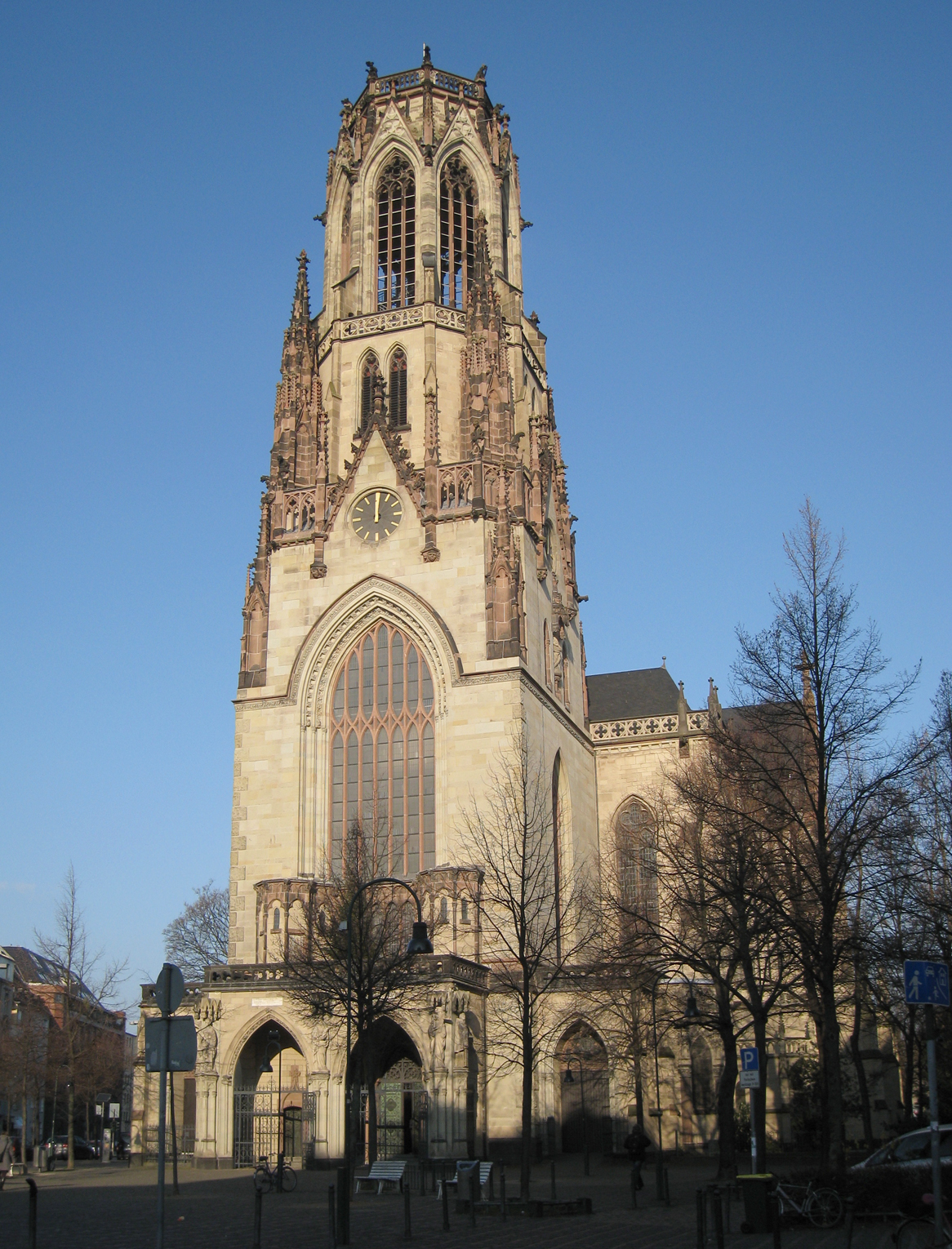
St. Agnes in Köln (2008)

St. Agnes ist eine römisch-katholische Pfarrkirche in Köln. Sie befindet sich in der nördlichen Neustadt, dem Agnesviertel, an der Neusser Straße. Nach dem Dom ist St. Agnes die größte Kirche Kölns. Die Kirche gibt dem sie umgebenden Agnesviertel den Namen. St. Gertrud ist seit den 1960er-Jahren Schwesterkirche im Agnesviertel. Ihre Pfarrgemeinde gehört zum Dekanat Köln des Erzbistums Köln.

## Baugeschichte
Der Bau von St. Agnes geht zurück auf die Stiftung von Peter Joseph Roeckerath (1837–1905) aus dem Jahre 1895. Seine Frau Agnes, mit der er seit 1876 verheiratet war, entstammte einer Kölner Bauernfamilie; sie brachte große landwirtschaftlich genutzte und stadtnah gelegene Flächen mit in die Ehe. Im Zuge der Stadterweiterung ab 1880 kam die Familie durch den Verkauf der Grundstücke zu erheblichem Reichtum.
Die Kirche sollte als Grabkirche für seine 1890 verstorbene Frau dienen und als Patrozinium die Heilige Agnes erhalten, auf deren Namen auch seine Frau getauft war. Ursprünglich wollte Roeckerath die Kirche an der Herwarthstraße errichten lassen. Dieser Standort wurde dann ebenso verworfen wie ein weiterer Baugrund an der Vorgebirgstraße. Schließlich fiel nach einem Vorschlag des Generalvikariats des Erzbistums die Wahl auf den Standort an der alten Weggabelung von Neusser Straße und Niehler Straße. Wie andere Kirchen der Kölner Neustadt ist St. Agnes nicht traditionell nach Osten, sondern auf die damals noch junge Ringstraße ausgerichtet.
1896 wurde mit dem Bau der dreischiffigen Hallenkirche nach Plänen der Architekten Carl Rüdell und Richard Odenthal begonnen. Sie entwarfen das Gebäude im Stil der Neugotik, der in Köln nach der Fertigstellung des Doms sehr populär war. Modell für den Grundriss war die Elisabethkirche in Marburg. Das Gebäude wurde in Ziegelbauweise errichtet und mit hellem Sand- sowie Tuffstein verblendet. Pfeiler, Bögen, die Portale und das Maßwerk der Fenster wurden mit rotem Sandstein hervorgehoben. Auffallend ist, dass insbesondere der Turm in seiner Konzeption Anregungen aus mehreren gotischen Vorbildern mit achteckigen Obergeschossen übernimmt, ohne ein einzelnes zu kopieren (siehe unten). Aus Briefen geht hervor, dass der Stifter Roeckerath Vorgaben über Baugestalt und Nutzung der Kirche gab: Der Typus einer Hallenkirche, die Turmgestalt, der Verzicht auf Anbauten oder eine Umbauung der Kirche gehören dazu. Roeckerath sah auch vor, dass keine Teile des Kirchengestühls an wohlhabende Gemeindemitglieder zu vermieten seien, sondern dass die Sitzgelegenheiten allen frei und unabhängig von ihrem Vermögen zur Benutzung frei stehen sollten. 
Der Kirchenbau wurde 1901 fertiggestellt und am 21. Januar 1902 zunächst nur eingesegnet. Erst als 1913 der 1910 beschlossene Anbau einer Sakristei vollendet war, erhielt die Kirche die feierliche Weihe durch den Kölner Erzbischof. 1924 war die zur Kriegergedächtniskapelle umgebaute Krypta fertig. In einer der Seitenkapellen ist Roeckerath bestattet, der 1905 verstarb. Die Pfarrei St. Agnes war 1920 mit 27.000 Pfarreimitgliedern die größte Pfarrei Kölns.
Der Platz, auf dem die Kirche steht, heißt Neusser Platz; seit 2018 trägt der Teil des Platzes vor dem Eingang zur Kirche den Namen „Roeckerath-Platz“. St. Agnes ist 80 m lang, 40 m breit und verfügt über ca. 2.340 m² Grundfläche. Der Turm hat eine Höhe von 61 m.
Während des Zweiten Weltkriegs trug St. Agnes erhebliche Schäden davon. 1943 führte die Explosion einer Bombe vor der Kirche zu ersten Schäden, später ging das Dach in Flammen auf und im September 1943 stürzte das Gewölbe des Kirchenschiffs als Folge der Bombardierung ein. Nach Kriegsende brachen im Mai 1945 Teile des Chorgewölbes ein und zerstörten den erhaltenen Hochaltar.
Im Juli 1945 wurde die erste Kölner Notkirche im östlichen Querschiff geweiht. Im Januar 1950 wurde das auf Stahlträgern liegende Betonflachdach fertiggestellt, und im Oktober 1950 konnte der gesamte Kirchenraum geweiht werden.
1958 war die Kirche wieder mit einem Dach versehen, und 1967 waren schließlich auch die Arbeiten an der Kirchenfassade beendet. Am 18. Juni 1980 kam es infolge unsachgemäß ausgeführter Schweißarbeiten zu einem Großbrand des Kirchendachstuhles, der dabei zerstört wurde. Die für die Wiederaufbauzeit typische verkleidete flache Decke wurde nach langer kontroverser Diskussion schließlich durch eine Rekonstruktion des ursprünglichen Gewölbes ersetzt. Mit dem Entwurf und der architektonischen Betreuung wurde Karl-Josef Ernst aus Zülpich beauftragt.
St. Agnes bildet heute mit St. Kunibert, St. Ursula und St. Gertrud die Katholische Pfarrgemeinde St. Agnes im Bereich Köln-Mitte des Stadtdekanats Köln (Erzbistum Köln).

## Ausstattung

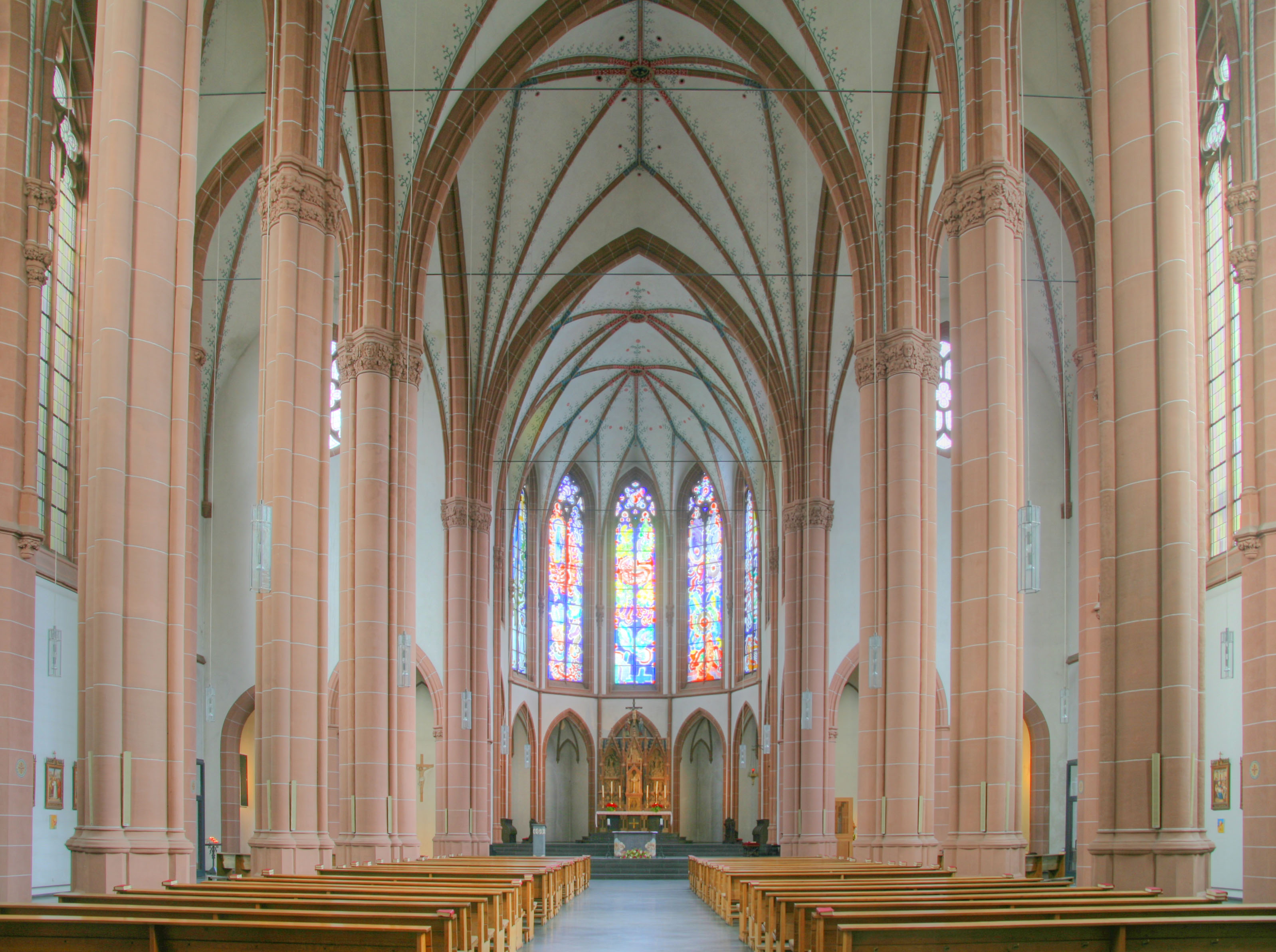
Innenansicht

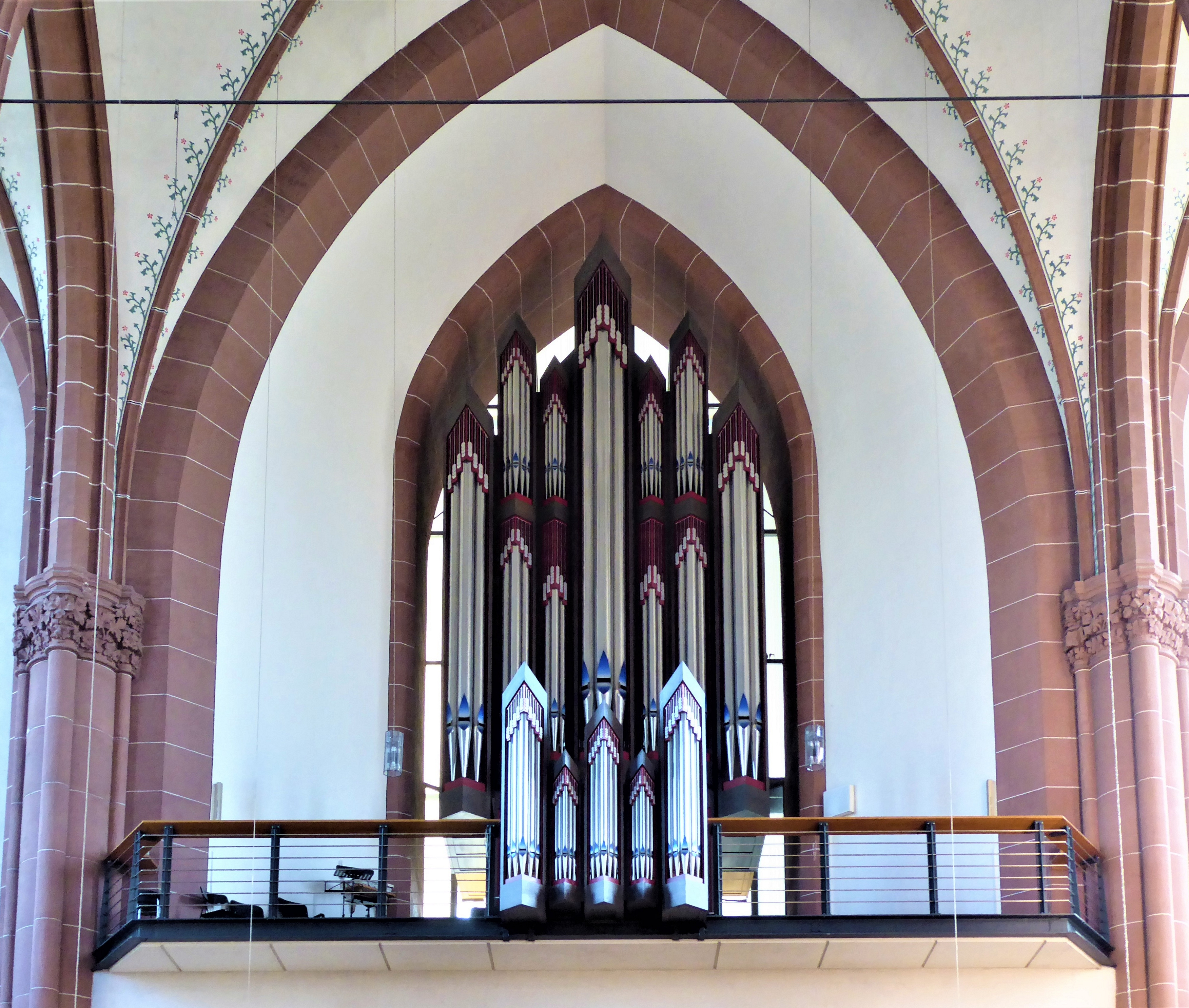
Rieger-Orgel

Der Innenraum der Kirche ist schlicht historisierend ausgemalt. Sehenswert sind die von Wilhelm Buschulte entworfenen Fenster im Chor (Buschulte schuf in der zweiten Hälfte des 20. Jahrhunderts rund fünfhundert Kirchenfensterzyklen). Anatol Herzfeld, ein Meisterschüler von Joseph Beuys, gestaltete 1994 die Krypta zur Erinnerung an die Märtyrer der KAB (Nikolaus Groß, Bernhard Letterhaus und Prälat Otto Müller) um. Das Taufbecken und der neugotische Hochaltar stammen aus der Erbauungszeit der Kirche; der Gemeindealtar von 1987 wurde von Elmar Hillebrand entworfen. Die Flächen in den Bögen der westlichen Abschlusswand wurden von Clemens Hillebrand gestaltet.

### Orgel
Die Orgel wurde 1989 von der Orgelbaufirma Rieger aus Österreich erbaut. Sie verfügt über 50 Register auf 3 Manualen und Pedal. Das große französische Schwellwerk verleiht dem Instrument seinen besonderen symphonischen Charakter.
| I Rückpositiv C–c4 |       |
| Principal          | 8′    |
| Holzgedackt        | 8′    |
| Quintade           | 8′    |
| Principal          | 4′    |
| Holzrohrflöte      | 4′    |
| Sesquialtera II    | 2 ⁄3′ |
| Gemshorn           | 2′    |
| Larigot            | 1 ⁄3′ |
| Scharff IV         | 1′    |
| Krummhorn          | 8′    |
| Tremulant          |       |

| II Hauptwerk C–c4 |      |
| Bourdon           | 16′  |
| Principal         | 8′   |
| Spitzflöte        | 8′   |
| Flûte harmonique  | 8′   |
| Octav             | 4′   |
| Nachthorn         | 4′   |
| Superoctav        | 2′   |
| Mixtur IV         | 2′   |
| Cimbel III        | 2⁄3′ |
| Cornet            | 8′   |
| Trompete          | 16′  |
| Trompete          | 8′   |
| Tremulant         |      |

| III Schwellwerk C–c4 |        |
| Viola major          | 16′    |
| Holzprincipal        | 8′     |
| Bleigedeckt          | 8′     |
| Gamba                | 8′     |
| Voix céleste         | 8′     |
| Principal            | 4′     |
| Traversflöte         | 4′     |
| Salicet              | 4′     |
| Nazard               | 2 ⁄3′  |
| Piccolo              | 2′     |
| Terz                 | 1 3⁄5′ |
| Sifflet              | 1′     |
| Plein Jeu V          | 2 ⁄3′  |
| Basson               | 16′    |
| Trompette harm.      | 8′     |
| Hautbois             | 8′     |
| Clairon harm.        | 4′     |
| Voix humaine         | 8′     |
| Tremulant            |        |

| Pedal C–g1      |       |
| Untersatz       | 32′   |
| Principal       | 16′   |
| Subbaß          | 16′   |
| Octav           | 8′    |
| Spillflöte      | 8′    |
| Choralbaß       | 4′    |
| Rauschpfeife IV | 2 ⁄3′ |
| Bombarde        | 16′   |
| Posaune         | 8′    |
| Trompete        | 4′    |

- Koppeln: I/II; III/II; III/I; I/P; II/P; III/P.

### Glocken

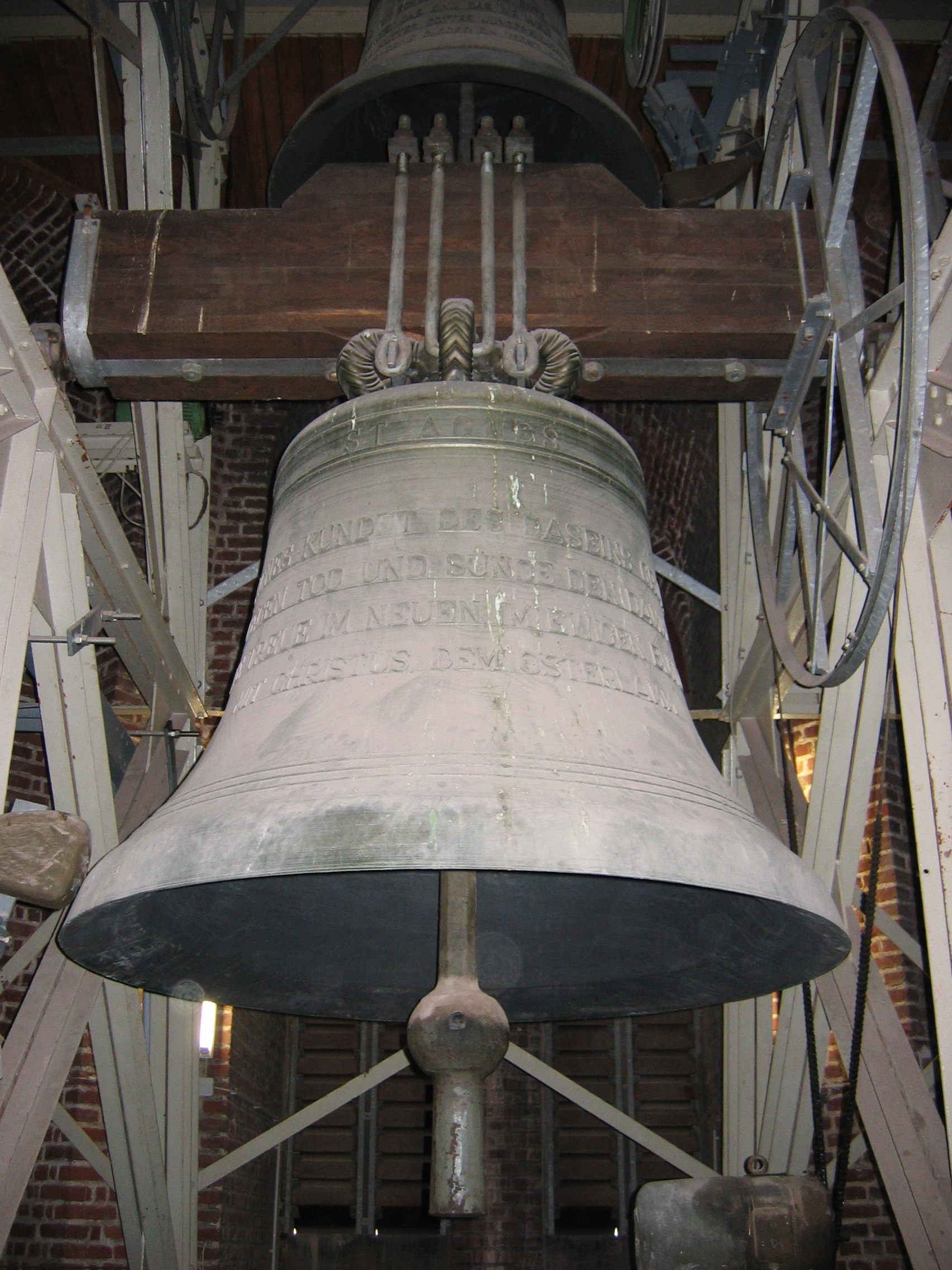
St.-Agnes-Glocke

Drei Glocken des ersten Geläutes aus den Jahren 1903/04 (h0–d1–e1–fis1) mussten im Februar 1942 zum Einschmelzen abgeliefert werden. Die vierte Glocke (e1) überstand den Krieg.
1982 goss die Glockengießerei Mabilon in Saarburg sechs Glocken, nachdem das Vorgängergeläut von 1960 beim Großbrand im Jahre 1980 zerstört wurde. Es zählt mit einem Gesamtgewicht von nahezu 10 Tonnen zu den größten Geläuten Kölns. Aufgrund statischer Probleme sind die Glocken 3 und 2 mit Gegenpendeln versehen.
| Nr. | Name          | Durchmesser (mm) | Masse (kg, ca.) | Schlagton (HT-1/16) | Inschrift |
| 1   | Agnes         | 1.750            | 3.450           | b0 +2               | St. Agnes kündet des Daseins Grund. Gegen Tod und Sünde den Damm: die Treue im neuen, im ewigen Bund mit Christus dem Osterlamm                                             |
| 2   | Angelus       | 1.570            | 2.400           | c1 +2               | Die Angelusglocke ruft in die Zeit: Gott selbst kam in unser Zelt. Das «Fiat» der Jungfrau macht uns bereit für unseren Weg in Gottes Welt                                  |
| 3   | Josef         | 1.390            | 1.675           | d1 +2               | Josef tut schweigend, was Gott ihm sagt. Er schützt das Kind, das die Welt erschuf, und die Mutter, Gottes jungfräuliche Magd, und uns. – Seine Glocke: ein tröstlicher Ruf |
| 4   | Petrus        | 1.170            | 1.025           | f1 +2               | Der Felsen, auf dem die Kirche gebaut, ist Petrus, dem Christus vergibt. Die Glocke ruft: Kehrt um und vertraut. Geheimnis der Gnade – Gott liebt                           |
| 5   | Jakobus       | 1.040            | 680             | g1 +2               | Jakobus, Apostel, der unter dem Schwerte für Christus das Leben lässt, ruft uns als Jesu Schicksalsgefährte zum Leben, dem Osterfest                                        |
| 6   | Maria Goretti | 880              | 400             | b1 +2               | Maria Goretti, von Sünde bedroht, hat sich ihr nicht ergeben. Die Glocke kündet: Ihr Opfer, ihr Tod ist Tor zum größeren Leben!                                             |

Achteckige gotische Türme
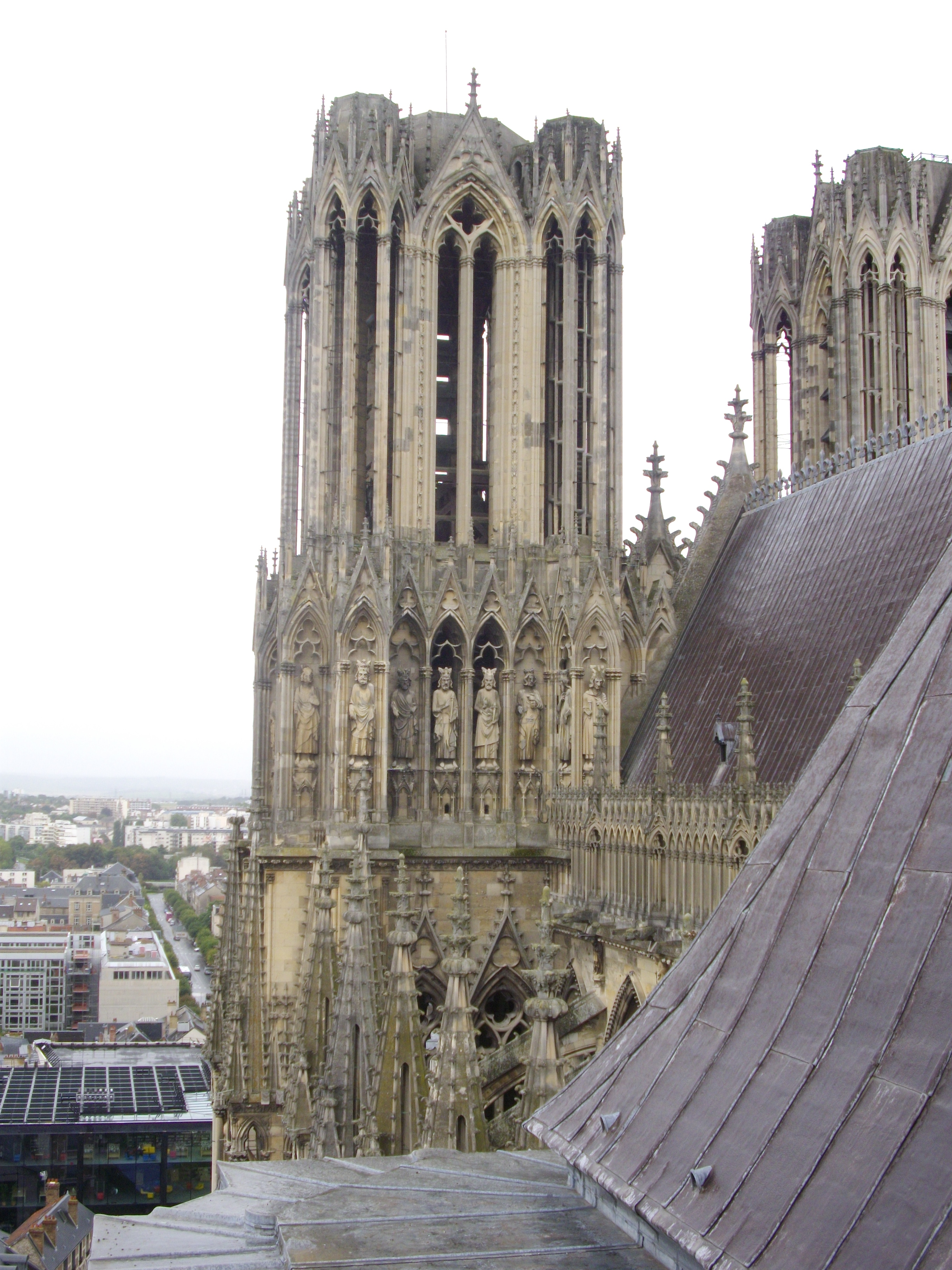
Kathedrale von Reims
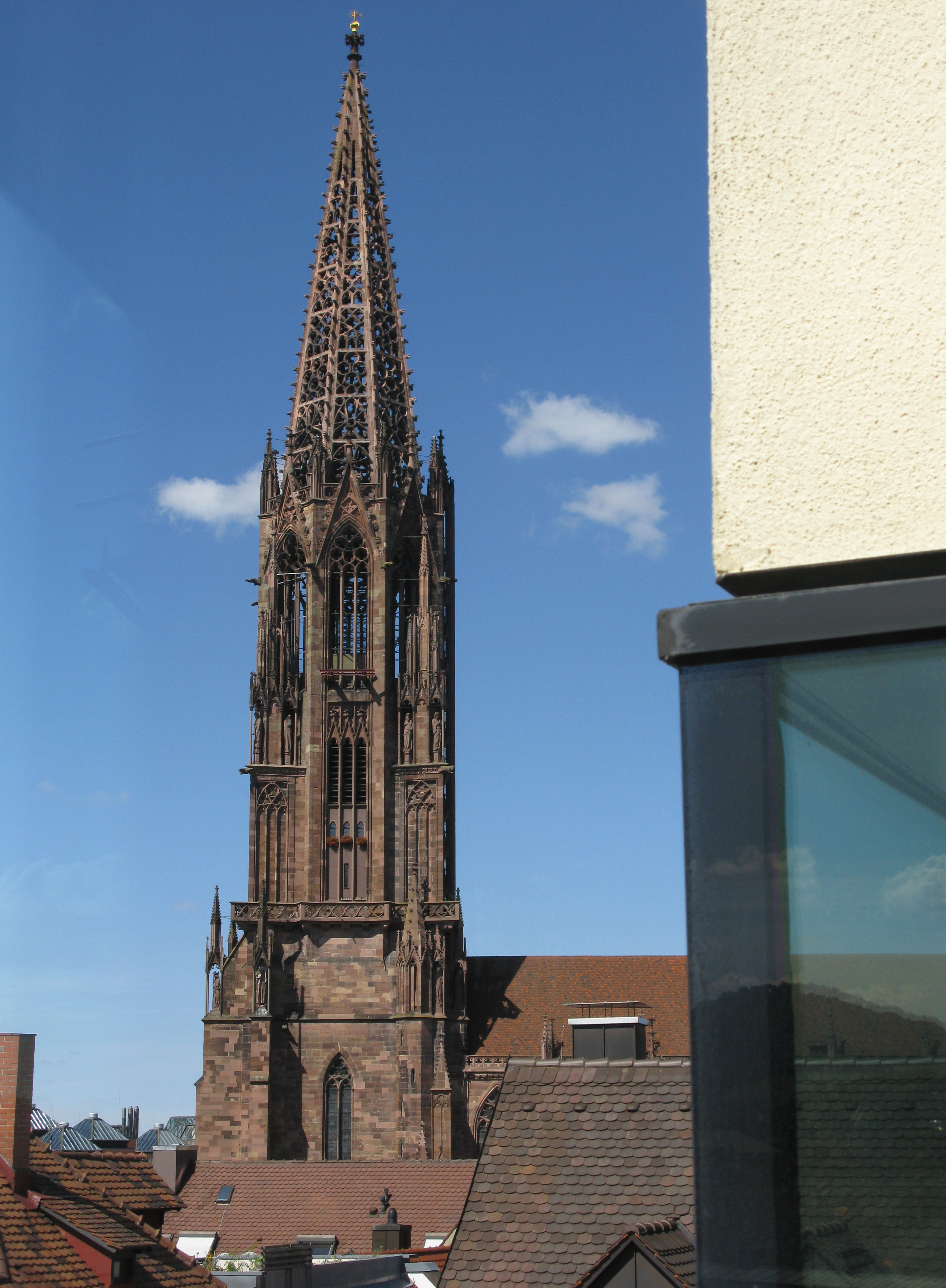
Freiburger Münster
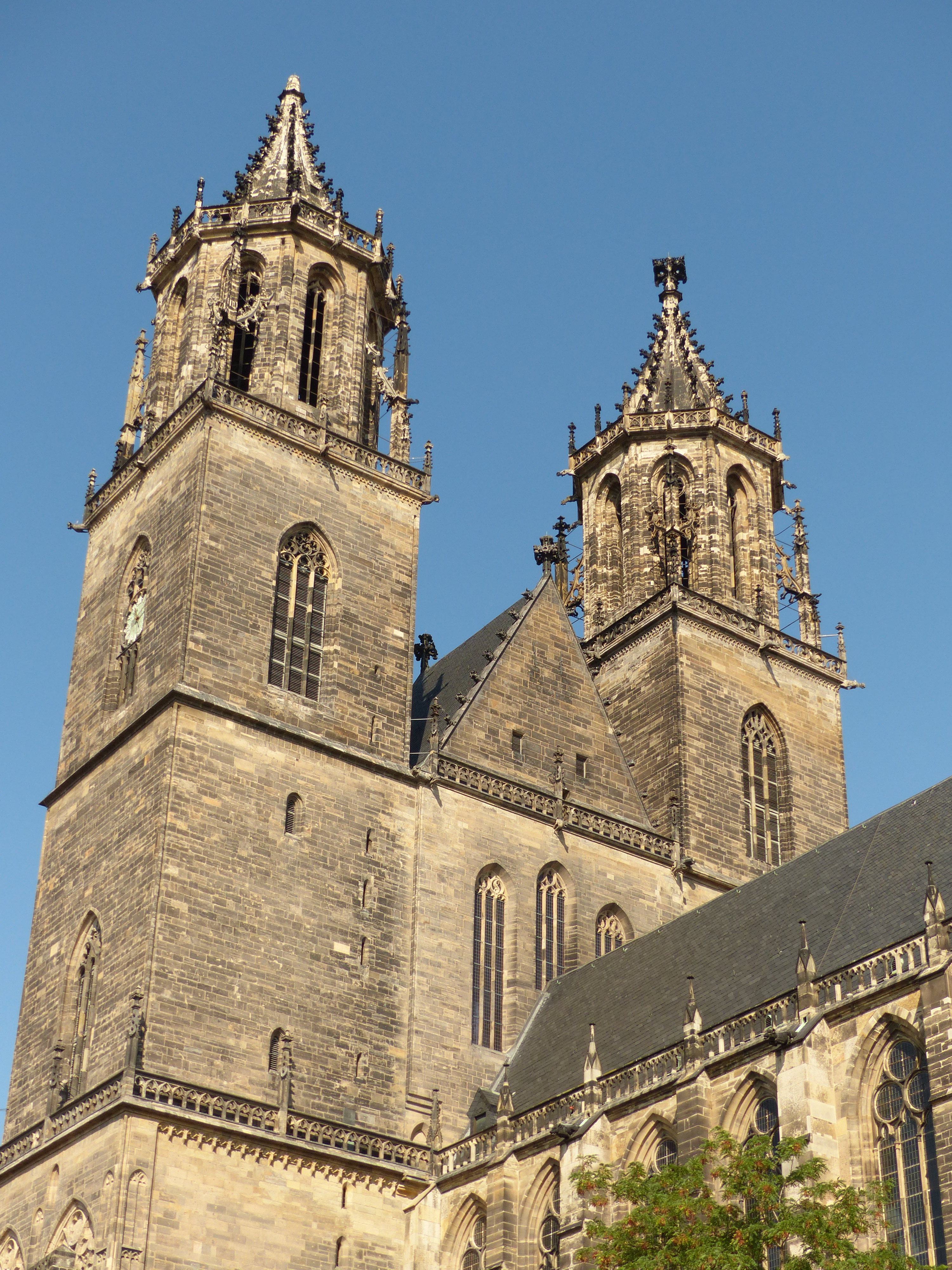
Magdeburger Dom
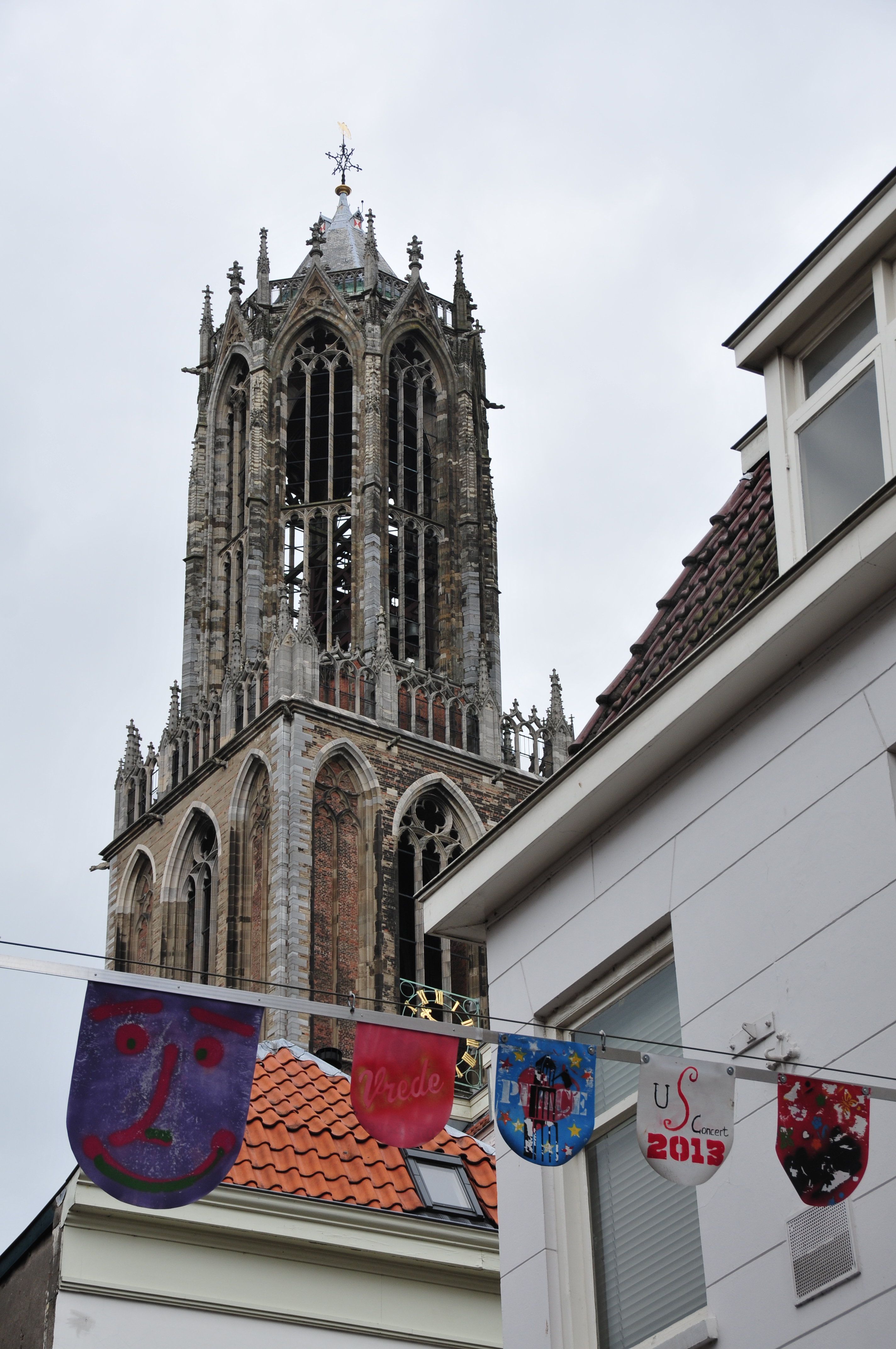
Utrechter Dom
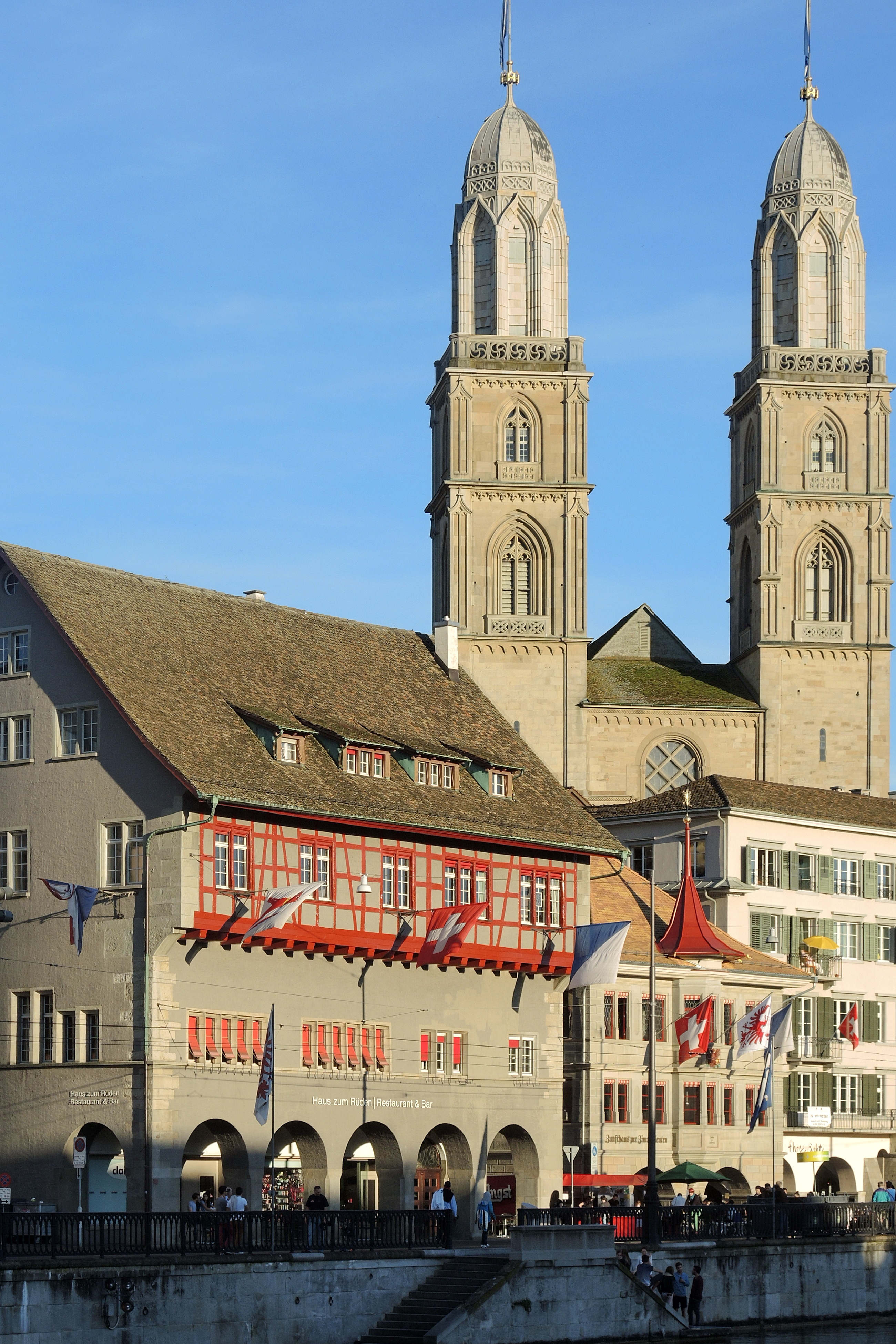
Grossmünster in Zürich